# Yuji Ozaki
Yuji Ozaki (født 29. september 1985) er en tidligere japansk fodboldspiller.
Han har spillet for flere forskellige klubber i sin karriere, herunder Fagiano Okayama.